# Polygonia chrysoptera
Polygonia chrysoptera är en fjärilsart som beskrevs av Wright 1906. Polygonia chrysoptera ingår i släktet Polygonia och familjen praktfjärilar. Inga underarter finns listade i Catalogue of Life.